# Bromcyan
Bromcyan ist ein Derivat der Blausäure (HCN), bei dem das Wasserstoffatom durch Brom ersetzt ist. Umgangssprachlich wird es auch Bromcyanid oder Campilit genannt.

## Vorkommen und Biosynthese
Bromcyan kommt natürlich als Metabolit der Kieselalge Nitzschia pellucida (Gattung Nitzschia) vor. Die Alge benutzt die Verbindung als Gift, um ihre direkte Umgebung von konkurrierenden Algen anderer Arten zu befreien (Allelopathie). Die Biosynthese wird vermutlich durch eine Haloperoxidase katalysiert. Die gebildete Menge ist lichtabhängig. Kurz nach Sonnenaufgang bildet die Alge größere Mengen Bromcyan.

## Darstellung und Gewinnung
Die Darstellung von Bromcyan gelingt durch die Umsetzung von Brom mit Natriumcyanid in wässriger Lösung bei Temperaturen unterhalb von 20 °C.
{\displaystyle \mathrm {Br_{2}+NaCN\longrightarrow NaBr+BrCN} }
Eine weitere Synthese geht vom Kaliumthiocyanat oder Ammoniumthiocyanat aus.
{\displaystyle \mathrm {SCN^{-}+4\ Br_{2}+4\ H_{2}O\longrightarrow \ } }{\displaystyle \mathrm {BrCN+7\ Br^{-}+SO_{4}^{2-}+8\ H^{+}} }

## Eigenschaften

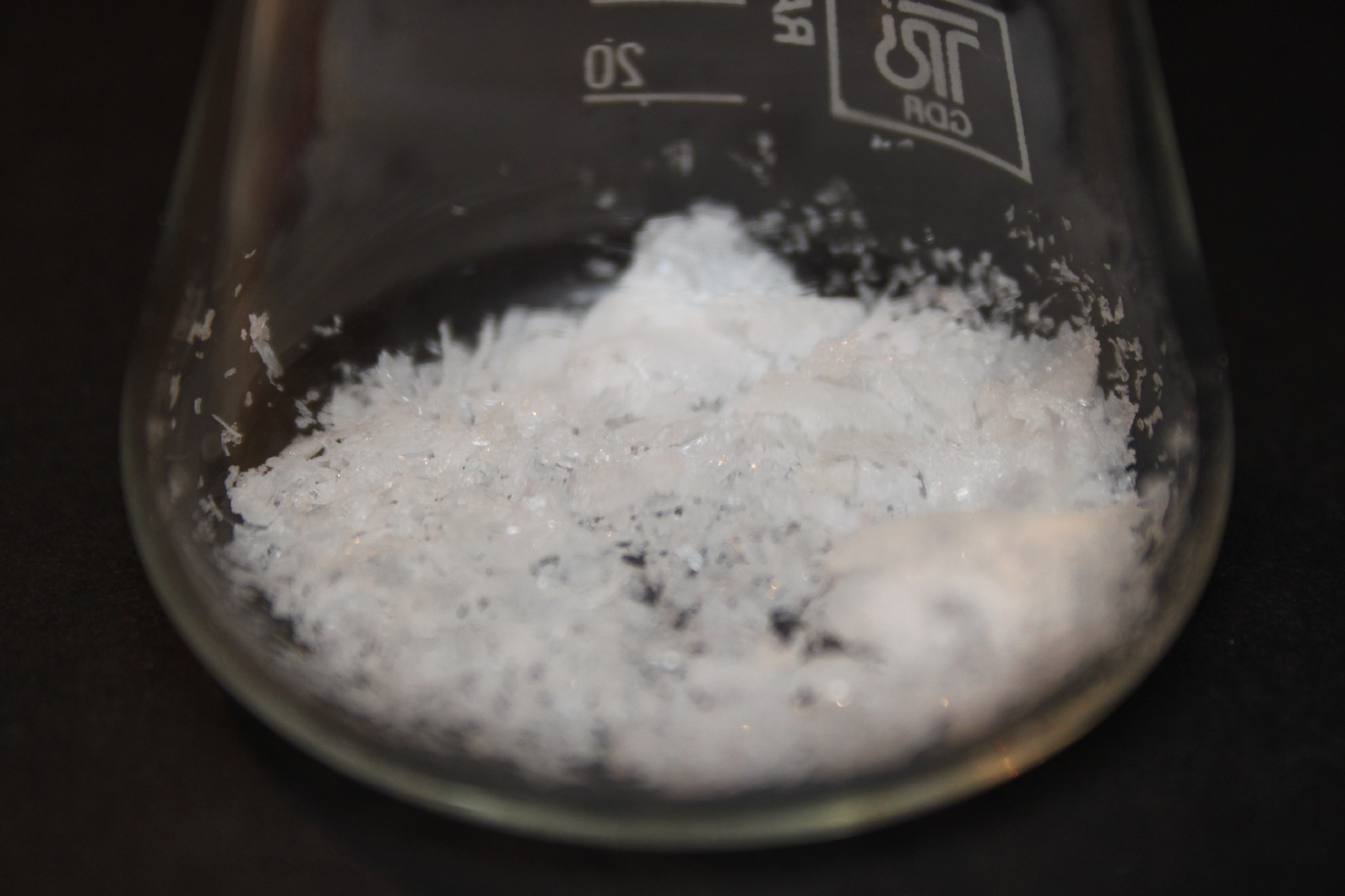
2,7 g Bromcyan

Bromcyan ist noch um ein Vielfaches giftiger als Kaliumcyanid (KCN). Seine außerordentliche Giftwirkung beruht auf den beiden Komponenten Brom und Cyanid, die sowohl durch enzym-inhibitorische Eigenschaften als Stoffwechselgift, als auch toxisch auf Nervenzellen wirken.
Bromcyan liegt in Form von leicht flüchtigen farblosen Nadeln vor. Mit einer molaren Bildungsenthalpie von 185,6 kJ/mol für Bromcyandampf bzw. 140,4 kJ/mol für den Feststoff handelt es sich um eine instabile endotherme Verbindung, Die Dampfdruckfunktion ergibt sich nach Antoine entsprechend log10(P) = A−(B/(T+C)) (P in bar, T in K) mit A = 3,53667, B = 727,385 und C = −130.052 im Temperaturbereich von 273 K bis 313 K.
In Natronlauge erfolgt die Hydrolyse zu Natriumcyanat und Natriumbromid. Die Reaktion verläuft mit einer molaren Reaktionsenthalpie von −235 kJ·mol−1 stark exotherm.
{\displaystyle \mathrm {BrCN+2\ OH^{-}\longrightarrow CNO^{-}+Br^{-}+H_{2}O} }
Bei höheren Temperaturen und in Gegenwart von Aluminiumbromid erfolgt eine Trimerisierung zum Cyanurbromid:
Die Trimerisierung erfolgt auch langsam bei Raumtemperatur bei der Lagerung der Verbindung über einen längeren Zeitraum. Die Reaktion von Bromcyan mit Phenol ergibt Phenylcyanat.

## Struktur
Das BrCN-Molekül besitzt eine lineare Struktur. Die Bindungslängen der Br–C-Bindung bzw. der C–N-Bindung sind typisch für eine C–Br-Einfachbindung bzw. C–N-Dreifachbindung. Die Bindungslängen betragen für die C–Br–Bindung 1,789 Ångström, für die C–N–Bindung 1,160 Ångström. Das Bromcyanmolekül ist polar. Das Dipolmoment beträgt 2,94 D.

## Verwendung
In der Biochemie wird es für Bromcyan als Hilfsmittel zur Sequenzierung von Proteinen eingesetzt. Es kann Proteine selektiv spalten, wodurch kürzere Peptidketten erhalten werden, die leichter zu analysieren sind. Die Reaktion findet selektiv C-terminal nach der Aminosäure Methionin statt. Als Lösungsmittel eignen sich beispielsweise 0,1-molare Salzsäure, 75%ige Trifluoressigsäure oder 70 %ige Hypofluorige Säure. In der Affinitätschromatographie dient Bromcyan als Reagenz, um Proteine an eine Unterlage, beispielsweise aus Agarose, zu binden. Früher wurde es in der Cyanidlaugerei zur Goldgewinnung eingesetzt.

## Sicherheitshinweise
Gasförmiges Bromcyan wird über die Haut kaum, über Atemwege und Verdauungstrakt gut resorbiert. Es kann beim Kontakt mit Wasser und Magensäure oder beim Erhitzen zu Cyanwasserstoff, Bromwasserstoff, Dicyan und Cyanurbromid hydrolysiert oder zersetzt werden. Auf Augen, Haut und Schleimhäute wirkt Bromcyan sehr stark reizend bis ätzend. Im Gegensatz zu Blausäure
wird es bei Anwesenheit in der Luft ab 1 ppm als reizend wahrgenommen; bei etwa 9 ppm liegt die „Erträglichkeitsgrenze“.